# غروزيو
غروزيو هي بلدية في مقاطعة سندرية في إقليم لومبارديا الإيطالي، وتقع على بعد حوالي 130 كم (81 ميل) شمال شرق ميلانو وحوالي 35 كم (22 ميلًا) شمال شرق سندرية، على الحدود مع سويسرا.
تضم بلدية غروزيو على الفراتسيوني (التقسيمات الفرعية، بشكل رئيسي القرى والضياع) تيولو، فيرنوغا ورافوليدو.
تقع غروزيو على حدود البلديات التالية: غروسوتو، مونو، بوشيافو (سويسرا)، سوندالو، فالديدينترو، فالديسوتو، فيتسا دوليو.

## الموقع والطبيعة
تقع غروزيو في وادي فالتيلينا، وتحيط بها جبال الألب الإيطالية. جعل قربها من منتزه ستلفيو الوطني مكاناً مثالياً للأنشطة الخارجية مثل التنزه في الجبال وركوب الدراجات الجبلية واستكشاف الطبيعة البرية الغنية. كما أن الطبيعة المحيطة بغروزيو توفر تجربة فريدة لمحبي الهواء الطلق والمناظر الطبيعية الجبلية.

## المعالم التاريخية

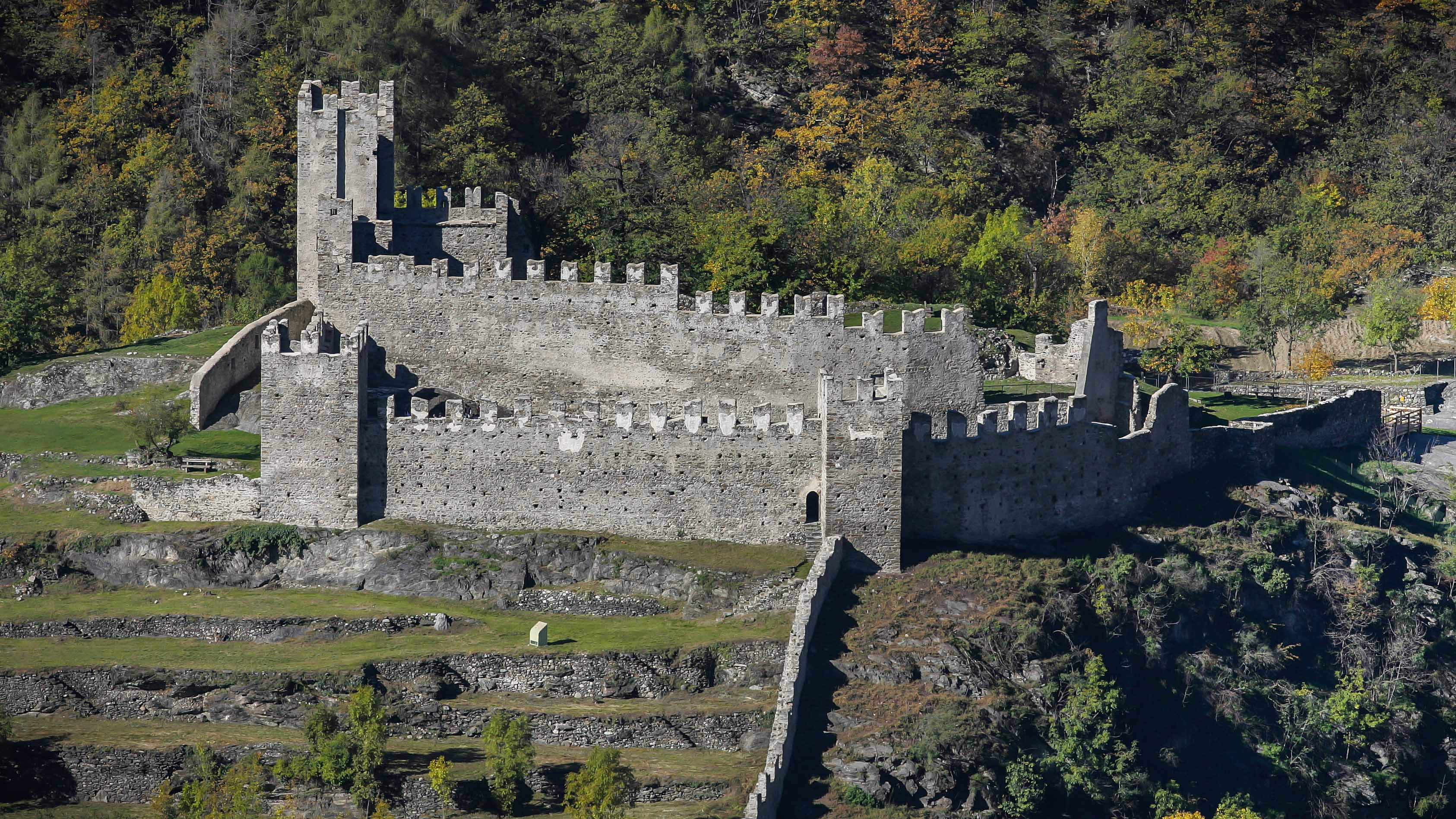
القلعة الجديدة

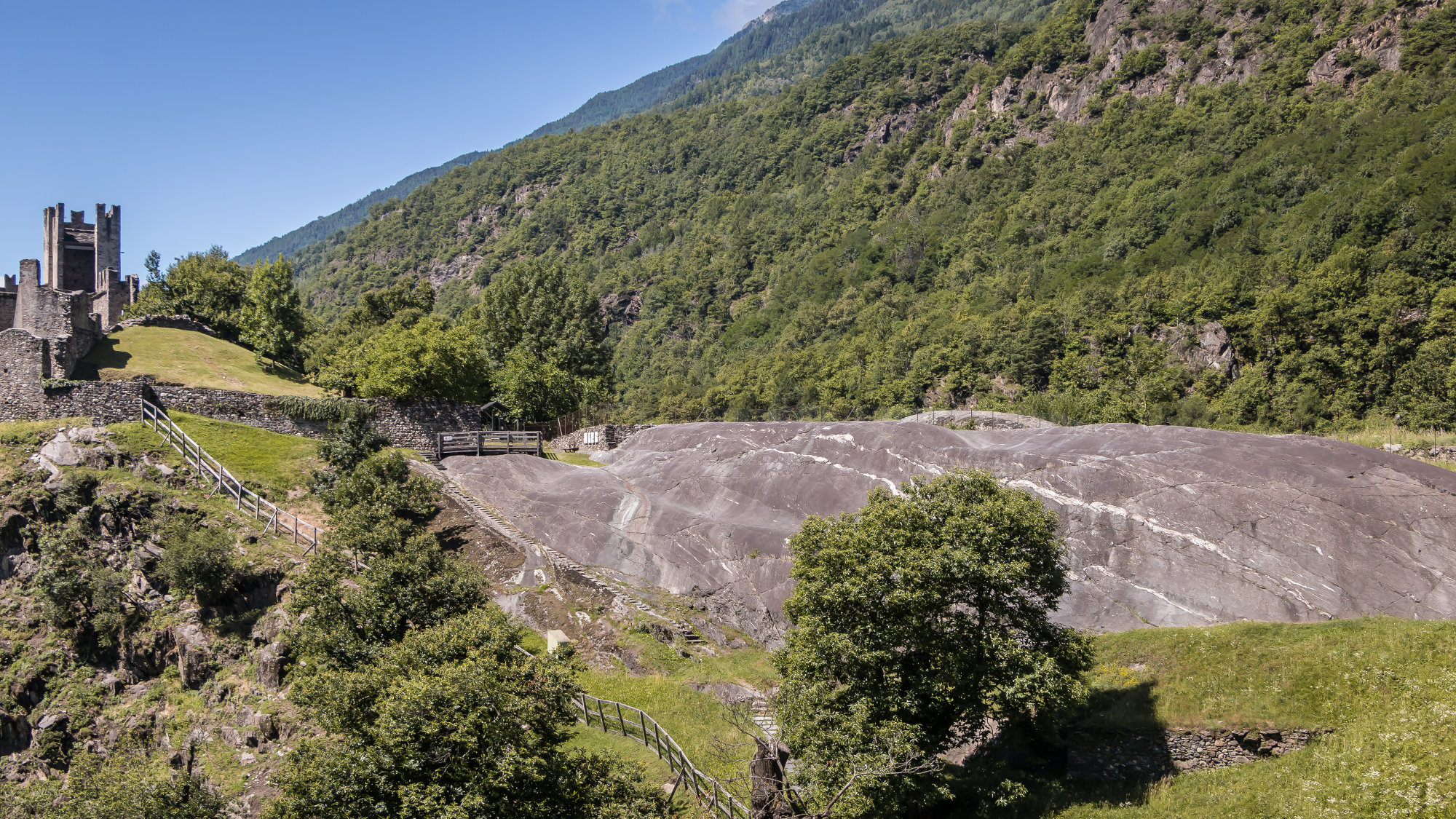
روب ماغنا

- حديقة النقش على الصخور في غروزيو. ويضم روب ماغنا، وهي صخرة كبيرة تحتوي على أكثر من 5000 نقش لشخصية من الألفية الرابعة إلى الألفية الأولى قبل الميلاد ويبلغ طولها 84 م وعرضها 35 م، وهي واحدة من أكبر الصخور المنقوشة في سلسلة جبال الألب. نُقش مواضيع مختلفة على سطحها مثل الشخصيات البشرية، بما في ذلك "الأورانت" أو الرجال المسلحين، والحيوانات، والأشكال الهندسية وعلامات الكأس.
- أطلال قلعتين في "دوسو دي كاستيلي" (تلة القلعة). بُنيت قلعة نوفو في القرن الرابع عشر من قبل عائلة فيسكونتي. وبُنيت قلعة فيكيو (سان فوستينو) في القرن الحادي عشر من قبل أساقفة كومو.
- في المركز التاريخي لمدينة جروسيو تقع كنيسة سان جورجيو (القرن السادس عشر). تحتوي الكنيسة ذات الصحن الواحد على لوحات جدارية رسمها سيبرانو فالورسا، المعروف باسم رافائيل فالتيلينا.
- كنيسة أبرشية القديس جوزيبي (القرن السابع عشر)
- فيلا فيسكونتي-فينوستا، المقر الصيفي التاريخي لعائلة فيسكونتي-فينوستا من حوالي عام 1600 إلى عام 1982. عندما توفيت المركيزة مارغريتا بالافيتشينو موسي، أرملة جيوفاني فيسكونتي فينوستا، تبرعت بالفيلا إلى بلدية غروزيو. تقع مكتبة البلدية حاليًا في المناطق السفلية. منذ 2017 افتتح مرة أخرى كمتحف.[4]

## الأنشطة الثقافية
تعتبر حديقة النقوش الصخرية أحد أبرز المواقع الثقافية في غروزيو، حيث يمكن للزوار القيام بجولات إرشادية لمشاهدة النقوش الصخرية التاريخية والتعرف على تاريخها. كما يحتوي المكان على متحف صغير يُعرف باسم "الأنتيكاريو"، ويضم مجموعة من القطع الأثرية التي ترتبط بتاريخ البلدة، مما يتيح للزوار فهم أعمق للتاريخ والثقافة المحلية.

## المطبخ المحلي
غروزيو أيضاً تقدم تجربة طعام تقليدية، حيث يمكن للزوار تذوق أطباق خاصة بالمنطقة، مثل البيتزوكيري، وهي معكرونة تُصنع من دقيق الحنطة السوداء وتُقدم مع البطاطس والجبن والخضروات. ومن الأطباق المحلية الشهيرة أيضاً بريساولا، وهو لحم بقري مجفف بالهواء، ويُعتبر من الأطباق الشهيرة في المنطقة، مما يتيح للزوار تجربة طعام الذي تشتهر به.

## الحياة في غروزيو
بفضل طبيعتها الخلابة وتاريخها الثقافي الغني، تعد غروزيو وجهة مميزة لأولئك الذين يبحثون عن تجربة سياحية تجمع بين الاسترخاء والتاريخ. من الأنشطة الثقافية إلى المناظر الطبيعية، تقدم غروزيو لزوارها فرصة لاستكشاف تراثها الطبيعي والتاريخي والمشاركة في الاحتفالات والتقاليد المحلية.

## معرض صور

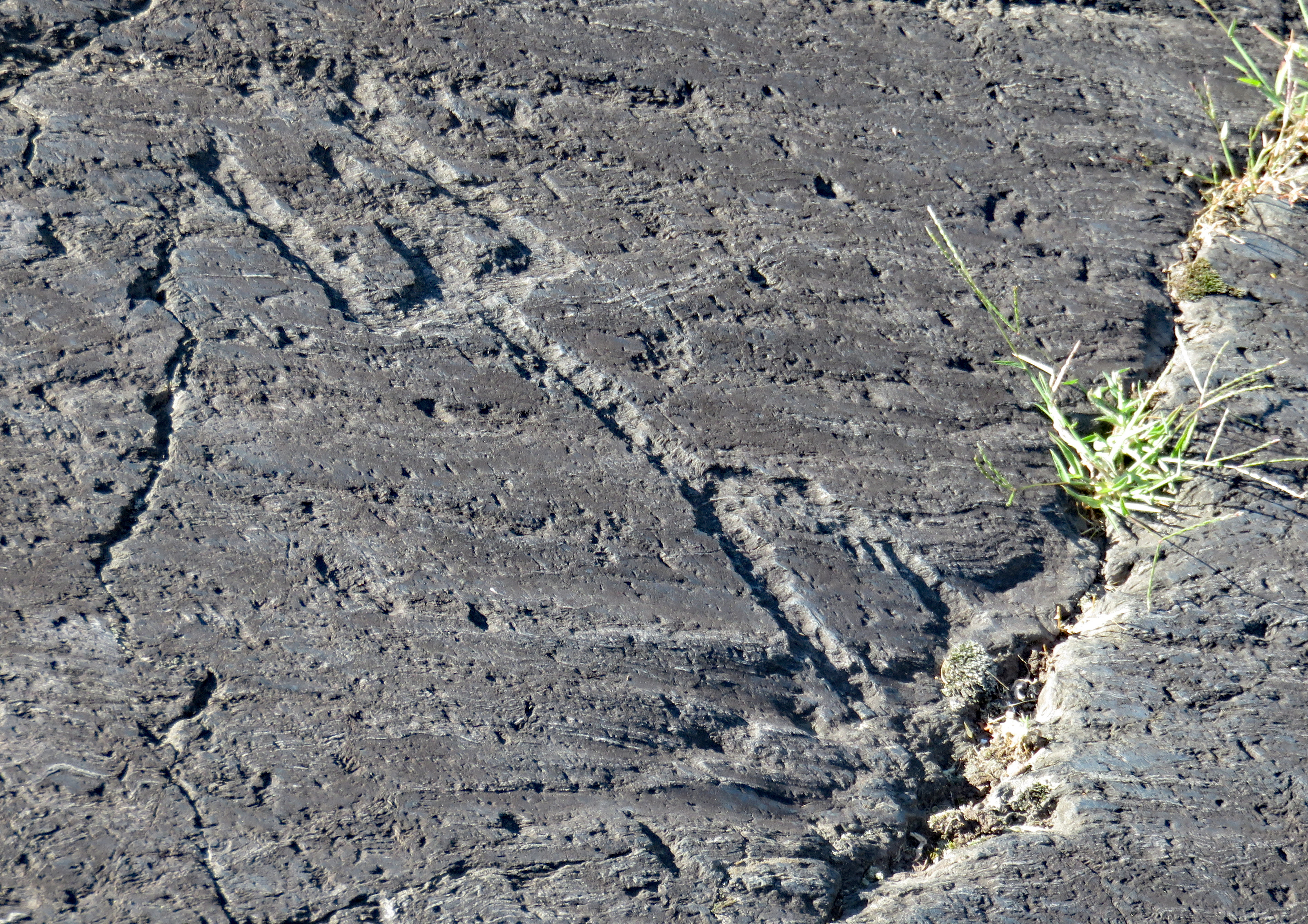
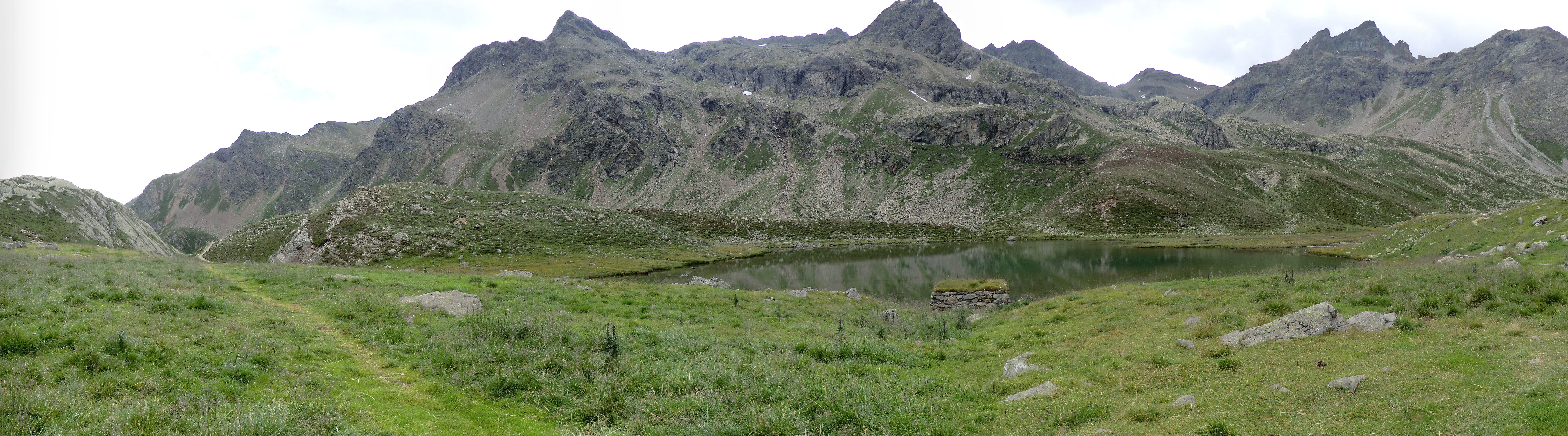
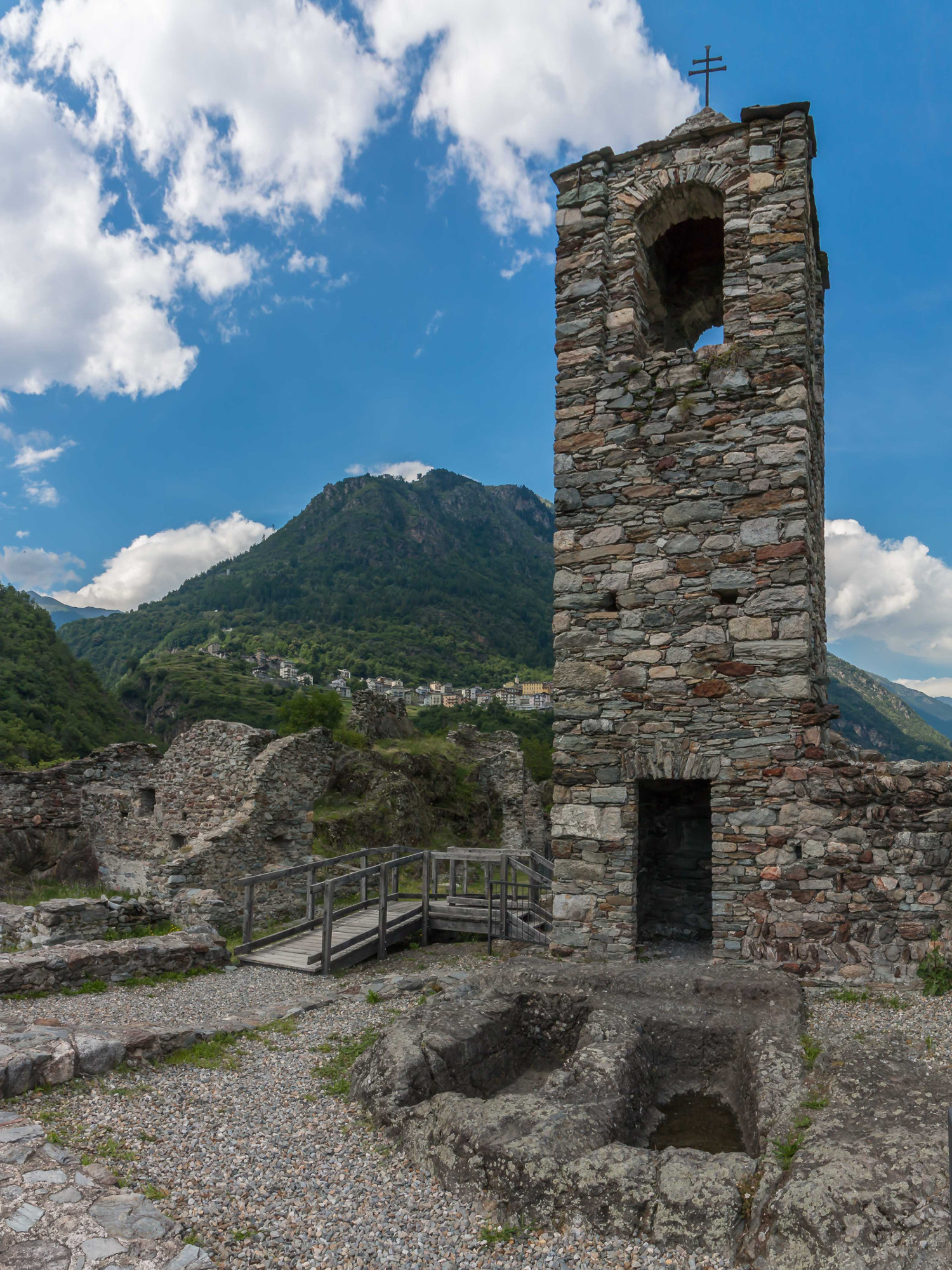
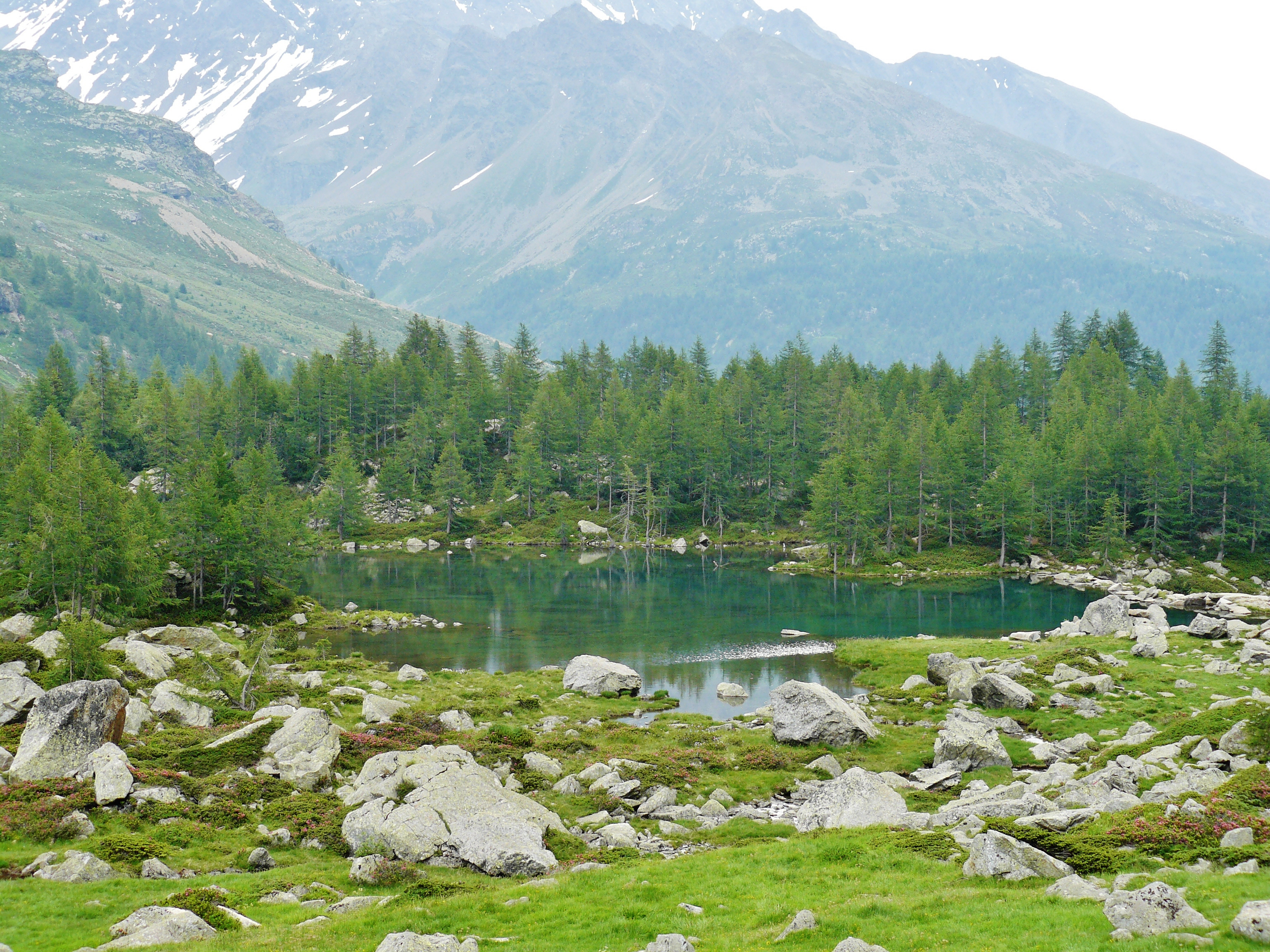
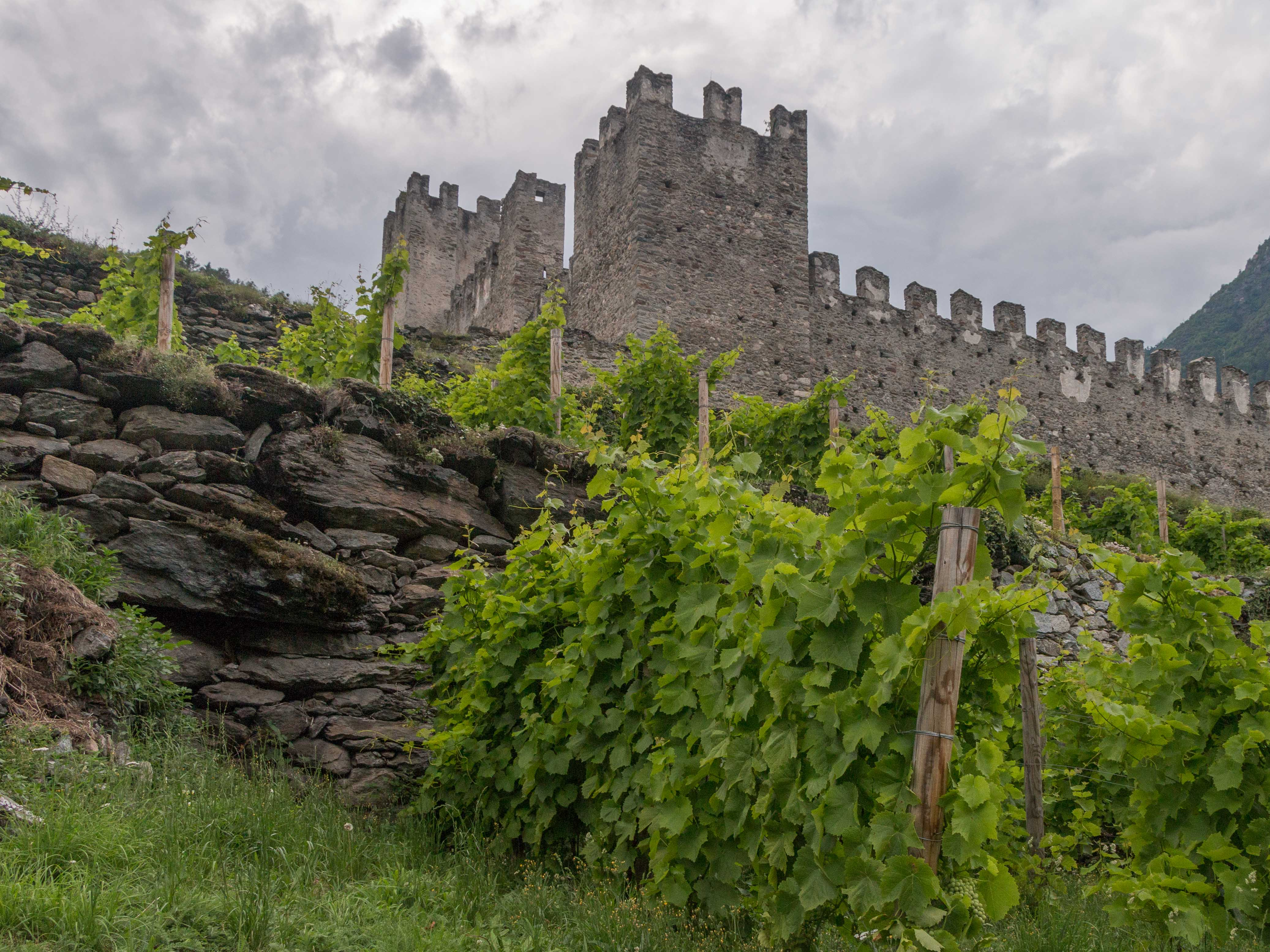
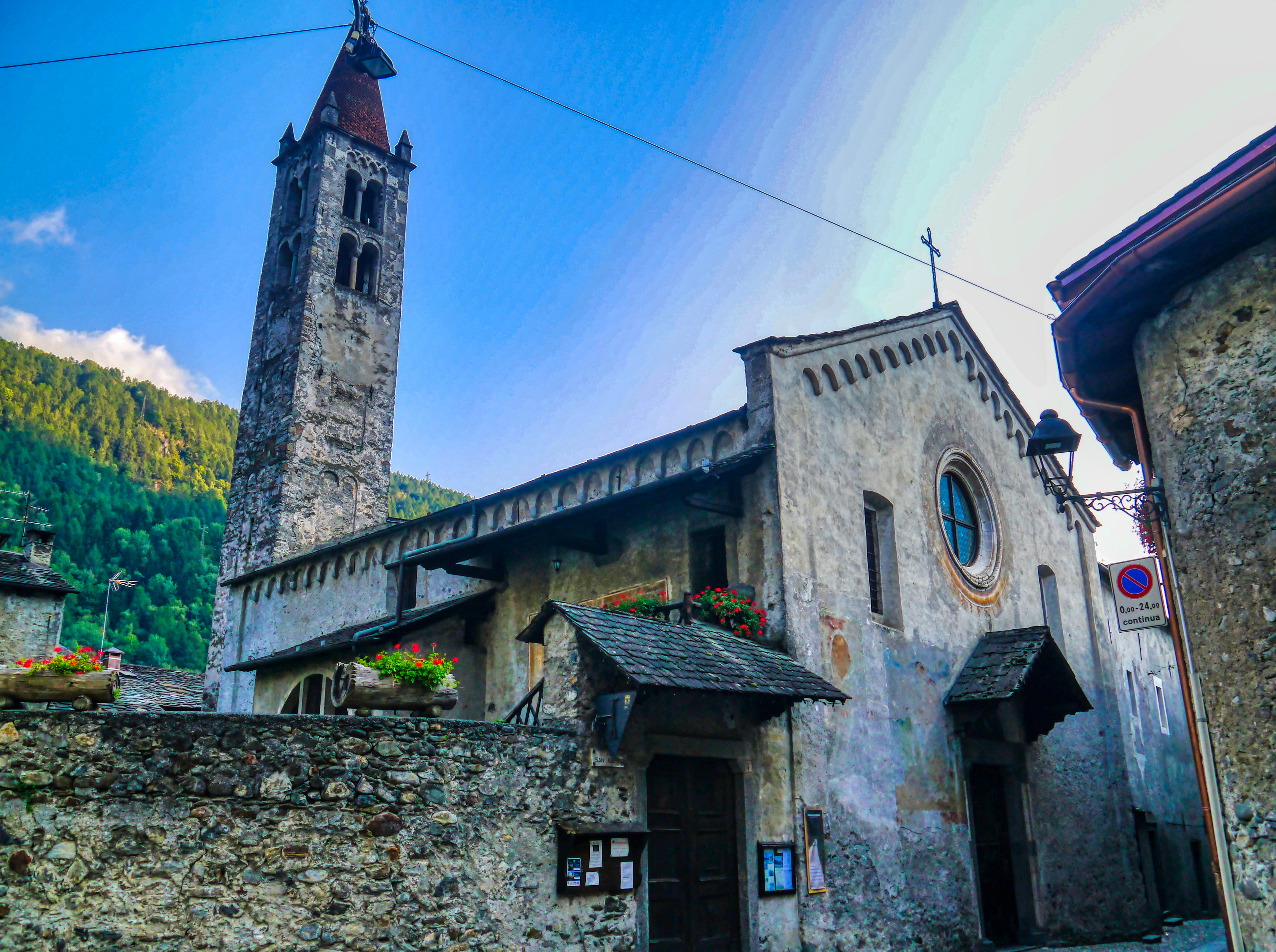
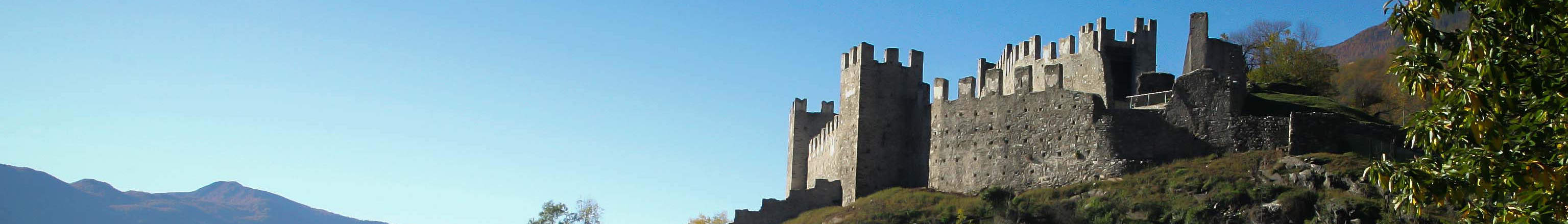
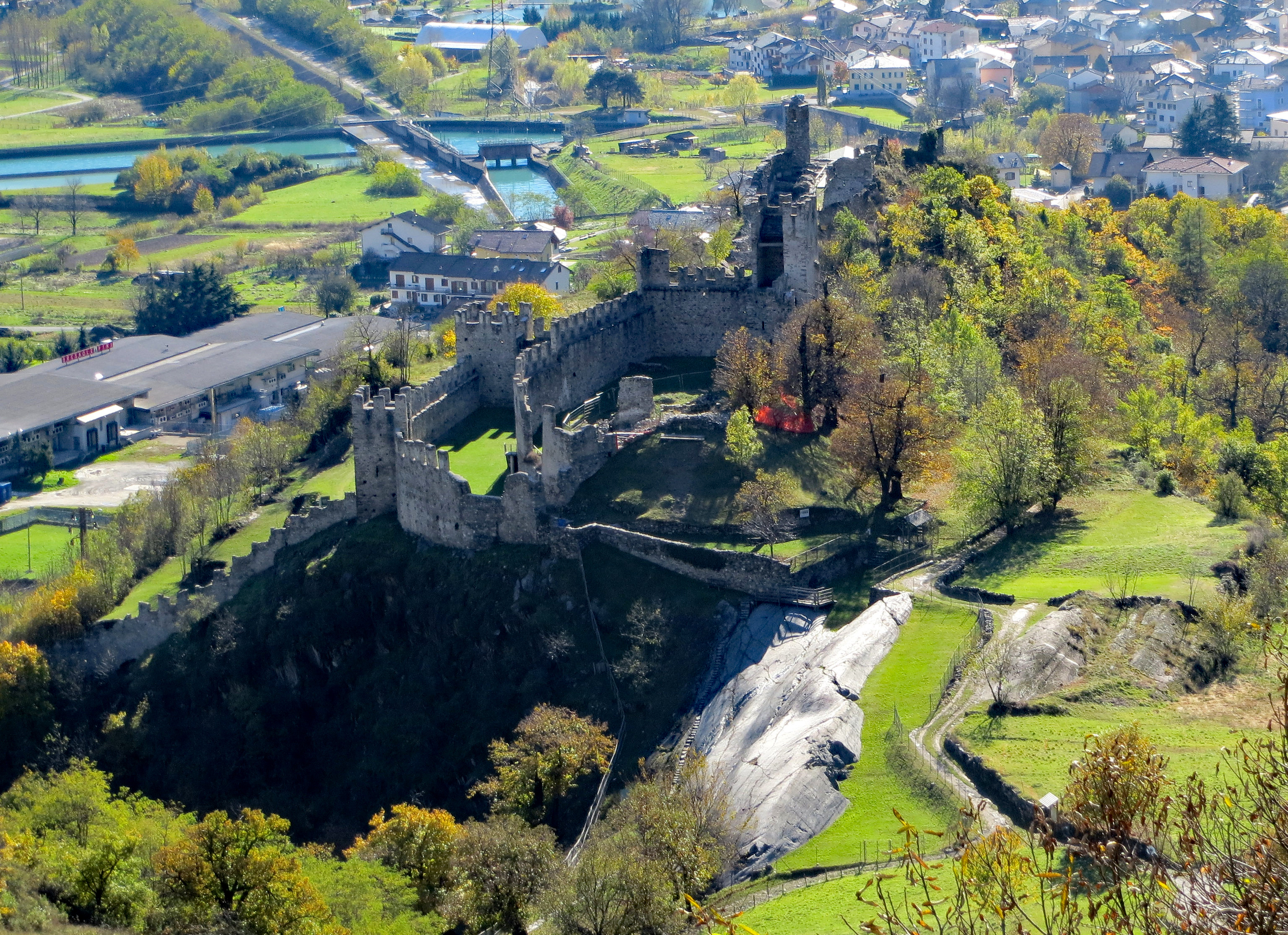
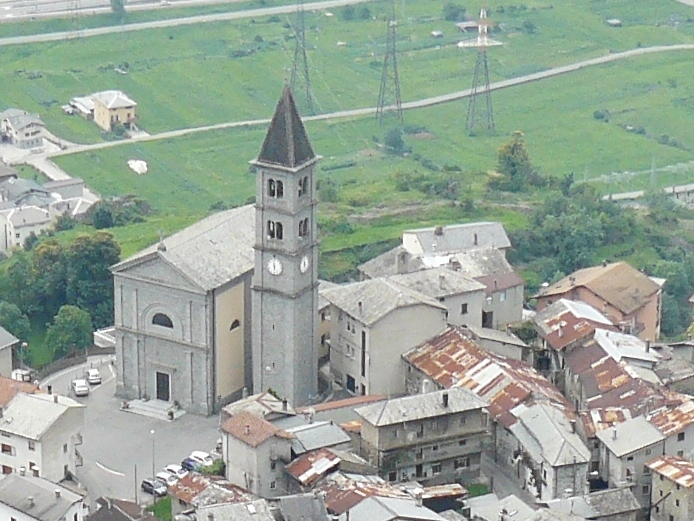
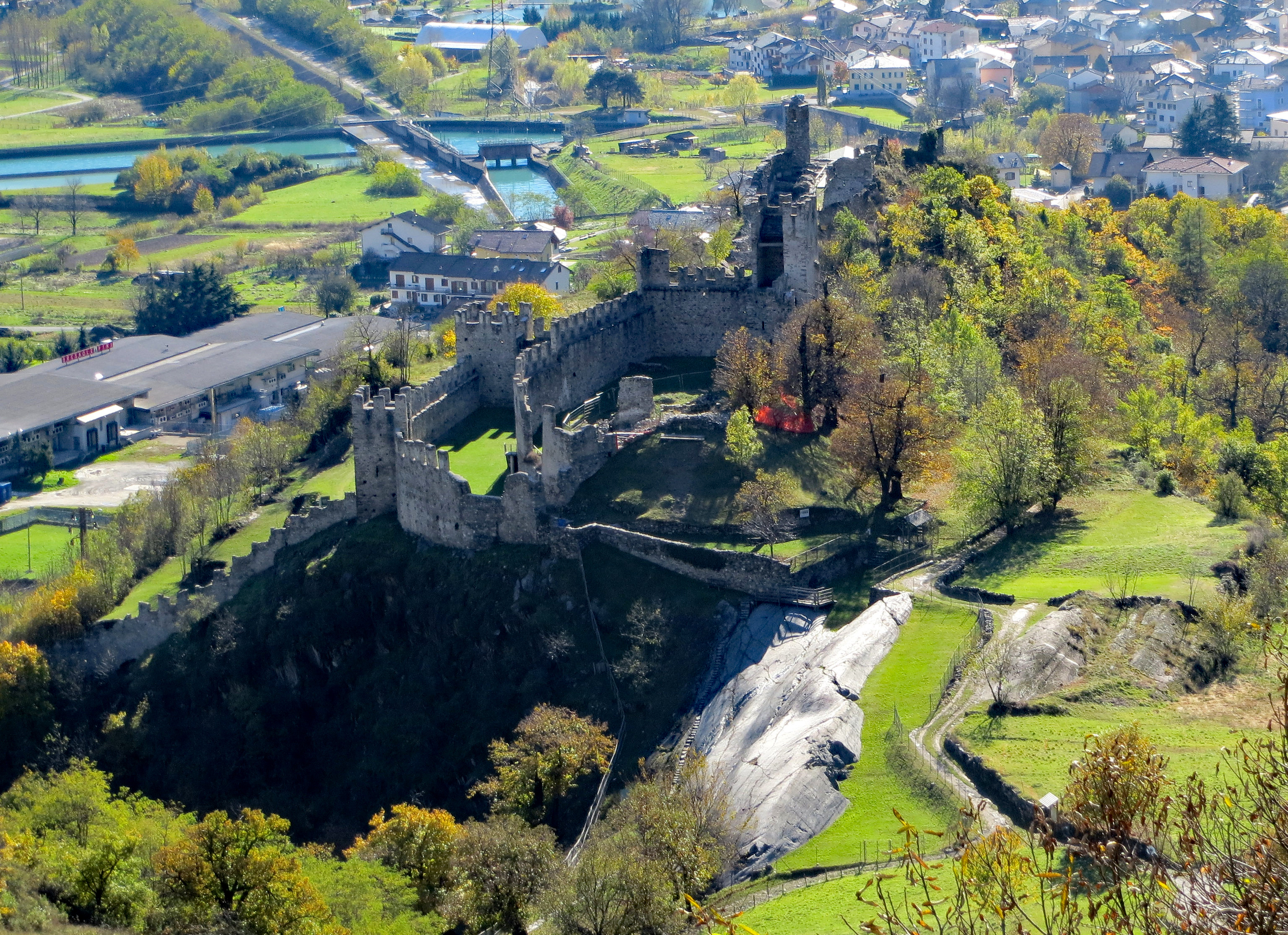
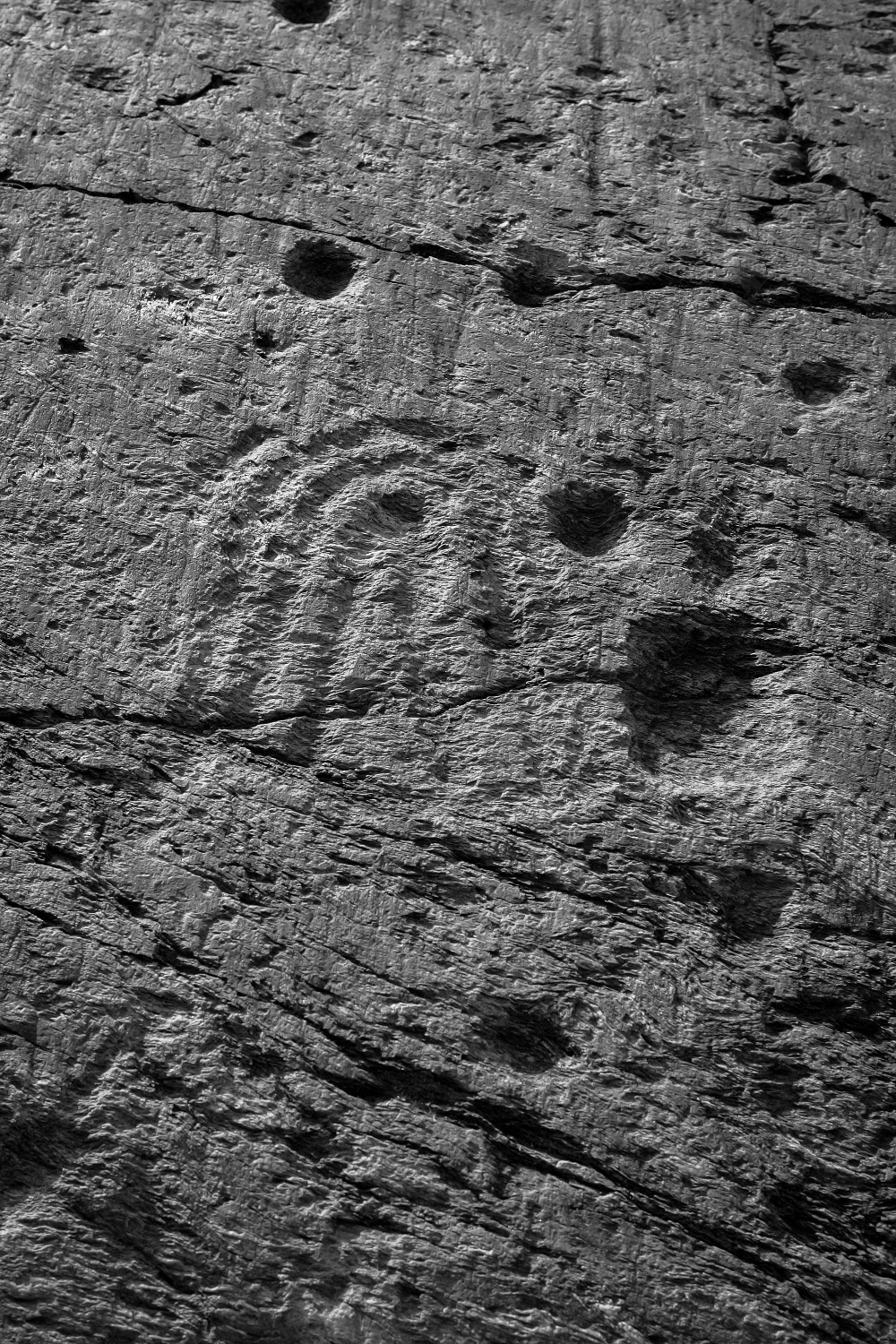
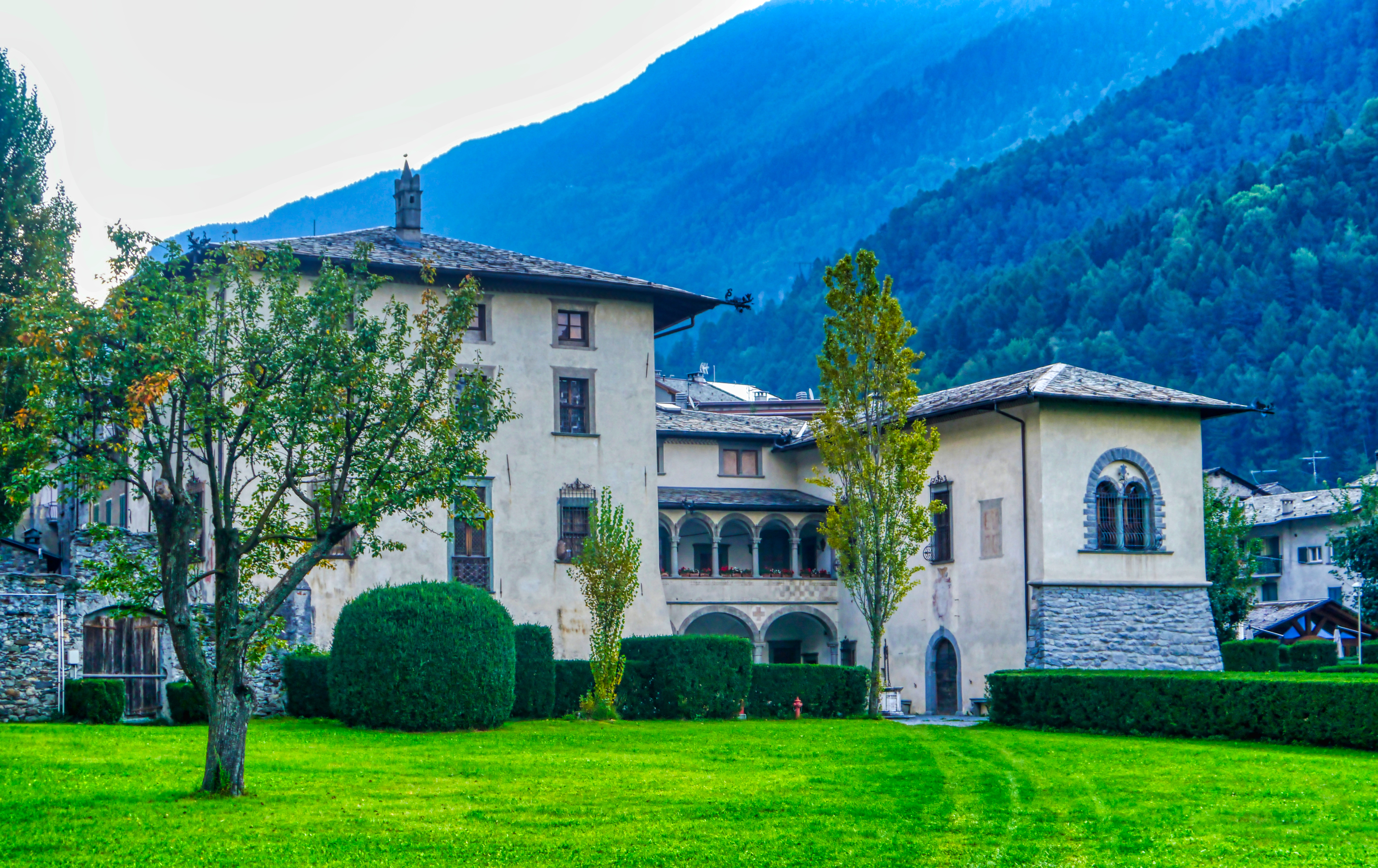